# Grande rivière artificielle
Pour les articles homonymes, voir Grande Rivière.

Schéma du projet de la "grande rivière artificielle".

La grande rivière artificielle (en anglais GMMR, de Great Man-Made River, en arabe : النهر الصناعي العظيم) est un projet réalisé en Libye qui consiste à pomper les nappes aquifères non-renouvelables du Bassin de Nubie, situées à grande profondeur (entre 500 et 800 mètres) sous le désert libyen et de répartir cette eau sur le parcours d'une rivière artificielle constituée d'une canalisation souterraine géante qui traverse le pays de part en part du nord au sud sur plus de 3 000 km.

## Histoire

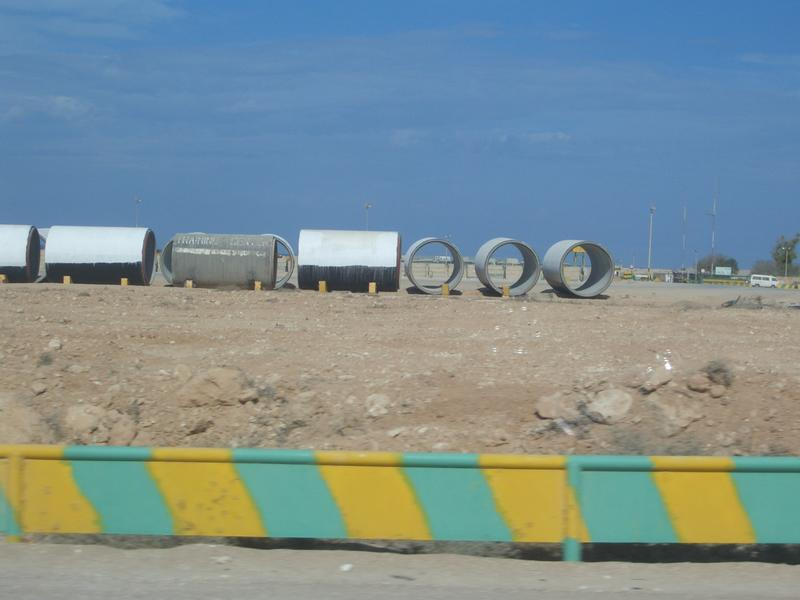
Section en travaux en 2004.

La nappe est découverte accidentellement en 1953, lors de travaux d'exploration pétrolière. D'importants gisements d'eaux fossiles sahariennes apparaissent. Le colonel Kadhafi émet l'idée de grande rivière artificielle, annoncée, et mise en place sur 25 ans.
La première phase représente 85 millions de m³ d'excavation et a été mise en eau le 28 août 1991. La seconde phase est intervenue en septembre 1996.
De nouveaux champs de puits ont été mis en service au nord de l'erg de Murzuq dans le sud-ouest du pays ; au total plus de 480 puits qui alimentent depuis 1997 deux conduites en direction de la Tripolitaine avec un débit de 2,5 millions de m³ par jour. La troisième phase du projet a finalement permis le raccordement entre les deux branches principales du projet : la Tripolitaine et la Cyrénaïque.
Lors de l'intervention militaire de 2011 en Libye, des sections de la GRA ont été détruites par un bombardement de l'OTAN.

### Décisions et travaux
- 3 octobre 1983 : Le congrès général du peuple tient une session extraordinaire pour ébaucher les résolutions des congrès de base qui ont décidé de financer et exécuter le projet.
- 28 août 1984 : Kadhafi pose la première pierre dans la région des champs pétrolifères de Sarir.
- 28 août 1986 : Kadhafi inaugure l'usine de Marsa El Brega pour la production de tuyaux cylindriques en béton préfabriqués. Les composants d'acier des tuyaux sont fabriqués par Redaelli Tecna S.p.A., entreprise italienne dirigée depuis Cologno Monzese-Milan et ayant ses usines à Caivano-Naples).
- 26 août 1989 : Kadhafi pose la première pierre de la phase 2 du projet.

### Arrivée de l'eau
- 11 septembre 1989 : au réservoir d'Ajdabiya.
- 28 septembre 1989 : au réservoir Grand Omar Muktar de Benghazi.
- 4 septembre 1991 : au réservoir Ghardabiya.
- 28 août 1996 : à Tripoli.
- 28 septembre 2007 : à Gharyan.

## Description

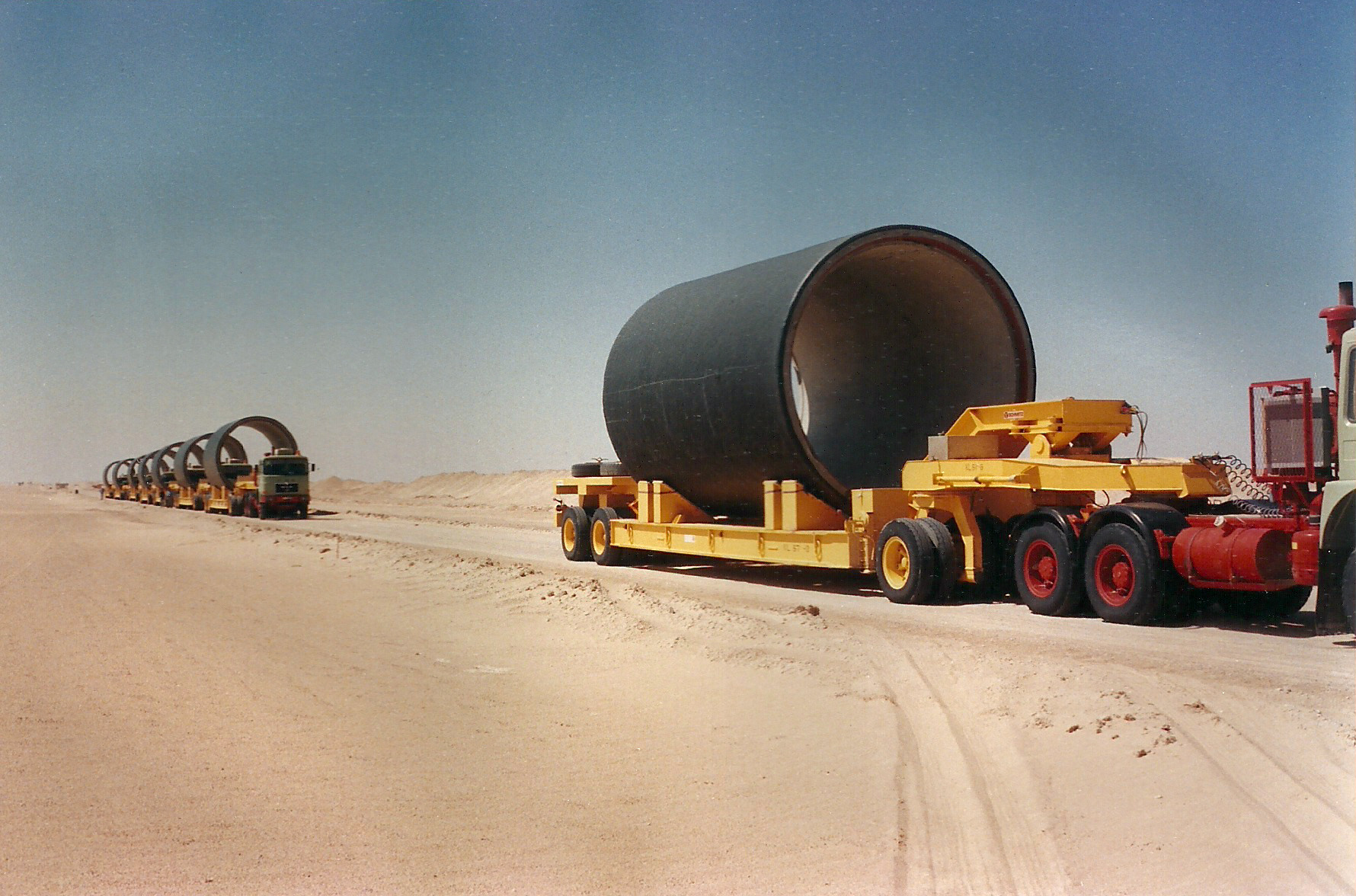
Transport de segments de tuyaux

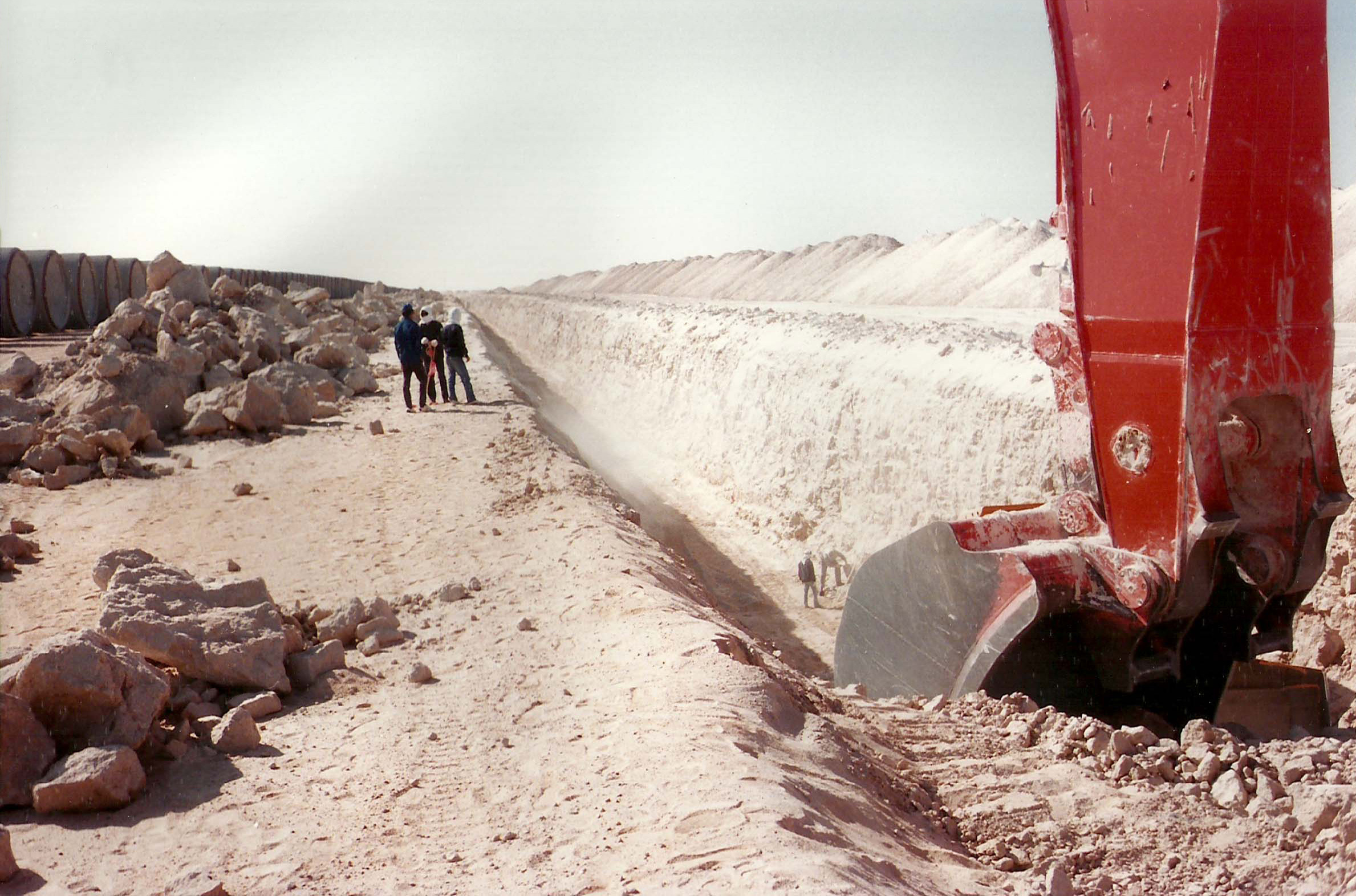
Creusement de galerie

Ce projet, programmé sur 25 ans, et fruit de la volonté de Mouammar Kadhafi, ex-dirigeant de la Jamahiriya arabe libyenne, absorbe la moitié du budget libyen et est mené avec l'aide de technologies importées de la Corée du Sud. Ce serait actuellement le second chantier au niveau mondial par son importance et son coût. Son but est l'autosuffisance alimentaire de la Libye. L’agriculture est une priorité pour le gouvernement libyen car l’objectif du pays est l’autosuffisance alimentaire.
D'après les scientifiques de l'ONU, si les prélèvements d'eau restent au niveau de ceux de 2007, la ressource devrait être exploitable encore un millénaire,, malgré son caractère de ressource non renouvelable. En Libye, les besoins en eau sont très importants, il est donc indispensable d’exploiter les ressources en eau du pays, mais cela en contrôlant les conséquences. L’agriculture est une priorité pour le gouvernement libyen, actuellement ses besoins alimentaires sont pour les trois quarts satisfaits par les importations.
Tout d’abord, la Libye bénéficie d’un climat désertique qui n’est pas favorable au développement de l’agriculture du pays : le pays dépend à 98 % des eaux souterraines, constituant une ressource non renouvelable pour une grande part. Seules quelques nappes aquifères au nord, où les précipitations annuelles dépassent les 300 mm, reçoivent une recharge.

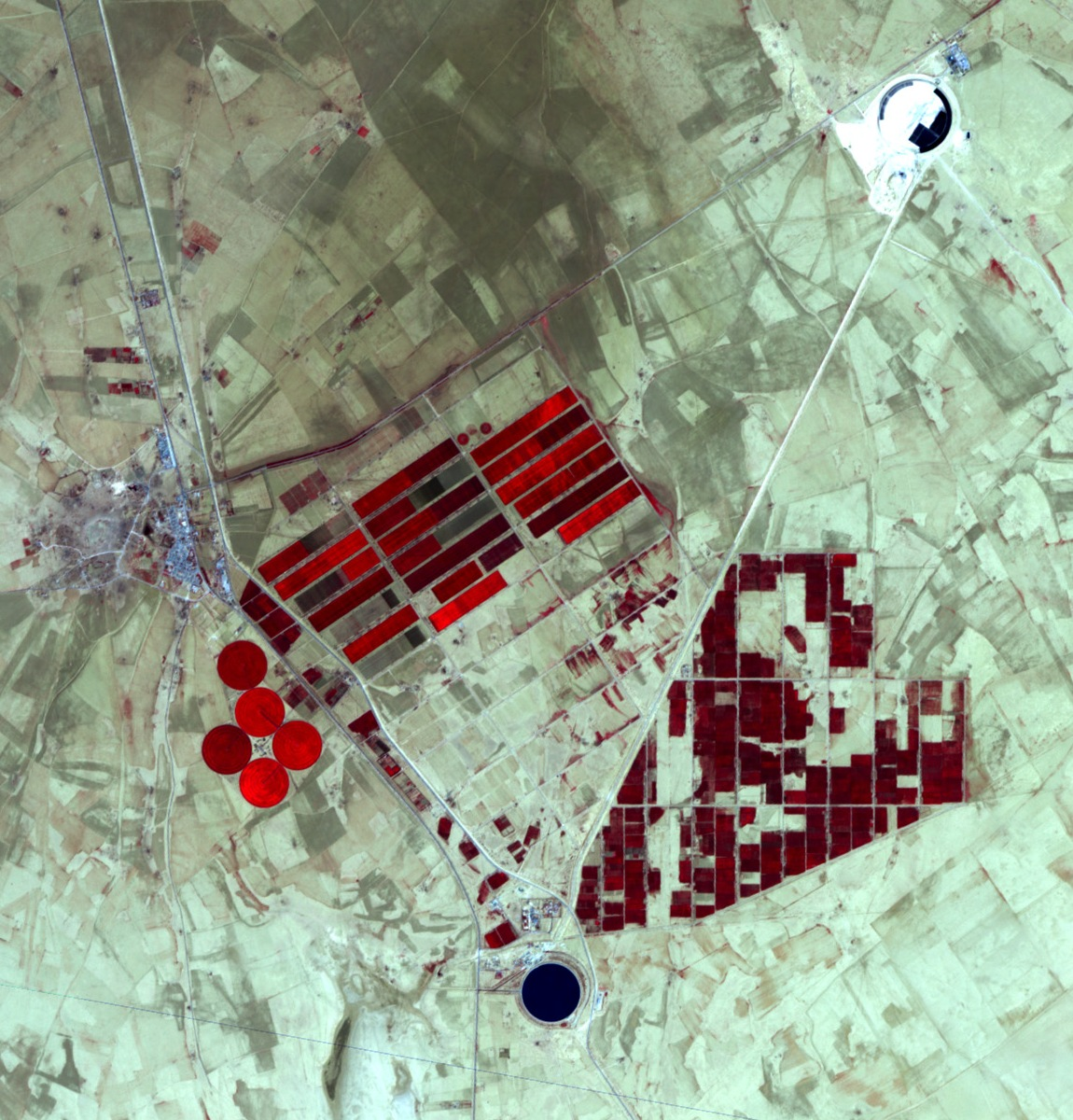
Le réservoir Grand Omar Mukhtar au sud de Benghazi, partie du projet.

Pour subvenir aux problèmes d’insuffisance alimentaire, l’irrigation par pivots a été installée et des oasis artificielles (culture de la luzerne et cultures maraîchères) furent créées afin d’augmenter la production agricole nationale. On constate aussi l’apparition de périmètres irrigués situés sur les trajets qu’effectue l’eau vers la côte.
Un des autres objectifs du projet est d'alimenter en eau les villes de la côte, au nord, où est concentrée la population.
Les villes étant approvisionnées en eau, les manques sont moins importants, sans avoir disparu.
Cette Grande Rivière apporte beaucoup à la population et à l’agriculture mais a l'inconvénient de puiser dans des nappes souterraines fossiles dont certaines sont situées à ses frontières, puisant ainsi dans les réserves aquifères des pays voisins, (Algérie, Niger, Tchad et Égypte), ce qui pourrait impliquer un risque d’abaissement du Fezzan et du Nil ainsi que de leurs nappes aquifères (du fait des pompages excessifs), ce qui pourrait occasionner des problèmes de gestion de l'eau pour les populations qui vivent grâce à ces fleuves.